# No Man's Land (film, 1985)
Pour les articles homonymes, voir No man's land (homonymie).
Pour plus de détails, voir Fiche technique et Distribution.
No man's land est un film franco-germano-britannico-suisse réalisé par Alain Tanner, sorti en 1985.

## Fiche technique
- Titre : No Man's Land
- Réalisation : Alain Tanner
- Scénario : Alain Tanner
- Production : Marin Karmitz, Jean-Louis Porchet et Alain Tanner
- Musique : Terry Riley
- Photographie : Bernard Zitzermann
- Pays d'origine :  France -  Allemagne de l'Ouest -  Suisse -  Royaume-Uni
- Format : Couleurs - Mono
- Genre : drame
- Durée : 110 minutes
- Date de sortie : 1985

## Distribution
- Hugues Quester : Paul
- Myriam Mézières : Madeleine
- Jean-Philippe Écoffey : Jean
- Betty Berr : Mali
- Marie-Luce Felber : Lucie
- André Steiger : Le 1er policier français
- Jacques Michel : Le 2e policier français
- Teco Celio : L'indicateur
- Jean-Pierre Malo : le banquier
- Maurice Aufair : l'oncle de Jean
- Marcel Nagel : Le douanier suisse
- Roger Jendly : L'autre douanier suisse
- Michèle Gleizer : une douanière suisse
- Maria Cabral : l'auto-stoppeuse
- Adrien Nicati : Le père de Paul
- Jean-Marc Henchoz : Le douanier français
- Jacqueline Burnand : La mère de Jean